# Filip Mirković
Filip Mirković (serbisch-kyrillisch Филип Мирковић; * 7. Oktober 1988 in Novi Sad, SFR Jugoslawien) ist ein serbischer Eishockeyspieler, der seit 2017 erneut beim HK Vojvodina Novi Sad unter Vertrag steht und mit dem Klub in der International Hockey League spielt.         

## Karriere
Filip Mirković begann seine Karriere als Eishockeyspieler in seiner Heimatstadt in der Nachwuchsabteilung des HK Vojvodina Novi Sad. Seit 2005 spielte der Stürmer für die erste Mannschaft des Vereins in der serbischen Eishockeyliga (bis 2006: serbisch-montenegrinische Eishockeyliga). Von 2007 bis 2009 spielte er mit dem Klub zudem in der serbisch-kroatischen Pannonischen Liga, die er mit seiner Mannschaft 2009 gewinnen konnte. Anschließend wechselte er zum HK Partizan Belgrad. Mit dem Hauptstadtklub spielte er in der slowenisch dominierten Slohokej Liga. Seit 2013 ist er wieder in seiner Geburtsstadt aktiv und stand dort bis 2017 beim HK NS Stars in der serbischen Eishockeyliga auf dem Eis. Anschließend kehrte er zu seinem Stammverein HK Vojvodina zurück und spielt seither in der neugegründeten slowenisch dominierten International Hockey League.

### International
Für Serbien und Montenegro nahm Mirković 2005 an den Wettkämpfen der U18-Weltmeisterschaft und der U20-Weltmeisterschaft jeweils in der Division II teil. Nach der Abspaltung Montenegros nahm er für die rein serbische Mannschaft an den U20-Weltmeisterschaften 2007 in der Division II und 2008 in der Division III teil.
Im Herrenbereich spielte Mirković mit der serbischen Mannschaft bei den Weltmeisterschaften 2007, 2008 und 2009 in der Division II. Nachdem den Serben 2009 beim Turnier in seiner Heimatstadt Novi Sad erstmals der Aufstieg gelungen war, spielte Mirković mit seiner Mannschaft 2010 in der Division I, musste aber den sofortigen Wiederabstieg hinnehmen. Ihm selbst gelangen bei der 2:3-Niederlage nach Verlängerung gegen die Niederlande, bei der die Serben ihren einzigen Punkt erspielten, beide serbischen Treffer. Zudem nahm er für Serbien am Qualifikationsturnier für die Olympischen Winterspiele 2010 in Vancouver teil. Nachdem er acht Jahre nicht für Serbien international gespielt hatte, gehörte er bei der Weltmeisterschaft 2018 in der Division II wieder zur Equipe seines Landes.

## Erfolge und Auszeichnungen
- 2008 Aufstieg in die Division II bei der U20-Weltmeisterschaft der Division III
- 2009 Aufstieg in die Division I bei der Weltmeisterschaft, Division II, Gruppe A
- 2009 Gewinn der pannonischen Liga mit dem HK Vojvodina Novi Sad

## Slohokej Liga-Statistik
(Stand: Ende der Saison 2009/10)